# 리틀 고르디
《리틀 고르디》(영어: Gordy)는 미국에서 제작된 마크 루이스 감독의 1995년 가족 판타지 코미디 드라마 영화이다. 더그 스톤 등이 출연하였다.

## 출연진
실물
- 더그 스톤
- 크리스티 영
- 톰 레스터
- 데버라 호바트
- 제임스 더나디오
- 테드 맨슨
- 톰 키
- 존 콜러
- 어페이모 오밀라미
- 샌드라 도시
- 제임스 브렛 라이스

목소리
- 저스틴 감스
- 해밀턴 캠프
- 프랭크 웰커
- 트레스 맥닐
- 얼 보언
- 블레이크 매카이버 유잉
- 서브리나 위너
- 짐 메스키먼

## 기타 제작진
- 공동 제작: 프레더릭 W. 브로스트
- 배역: 셰리 로즈
- 미술: 필립 메시나
- 세트: 크리스틴 메시나
- 의상: 바시 웨이트